# Mega (serviciu)
Mega, Ltd. (stilizat cu majuscule ca MEGA) este un serviciu de stocare în cloud și de găzduire de fișiere. Site-ul din Noua Zeelandă a fost lansat pe 19 ianuarie 2013 de către Kim Dotcom pentru a coincide cu aniversarea de un an de la închiderea afacerii sale anterioare, Megaupload. Aplicațiile mobile Mega sunt disponibile pentru Android, BlackBerry și iOS.
Mega remarcă cele mai notabile funcții ale sale precum că toate fișierele sunt criptate local prin intermediul JavaScript înainte de a fi încărcate și 50 GB de spațiu de stocare sunt disponibili în mod gratuit (15 GB spațiu de stocare în cloud (alocați fiecărui cont în parte) + 35 GB bonus de înregistrare valabili 30 de zile) și până la 4 TB pentru conturile plătite. Începând din noiembrie 2014, potrivit lui Kim Dotcom, Mega are 15 milioane de utilizatori înregistrați și folosește 350 gigabiți de lățime de bandă în medie.

## Limita de date admise
- Utilizatorii cu conturi gratuite beneficiază de o opțiune:
  - 50 GB de spațiu de stocare[5]
- Utilizatorii cu conturi plătite au posibilitatea de a alege din trei niveluri de opțiuni:[6]
  - 500 GB stocare (1 TB per lună / 12 TB lățime de bandă per an)
  - 2 TB stocare (4 TB per lună / 48 TB lățime de bandă per an)
  - 4 TB stocare (8 TB per lună / 96 TB lățime de bandă per an)

## API
Mega a lansat documentație privind propriul API astfel încât dezvoltatorii să poată scrie propriile aplicații.
Potrivit Mega, în viitorul apropiat vor furniza referințe cu privire la librăriile de client/SDK-uri pentru diferite limbaje de programare. Deocamdată codul lor JavaScript al site-ului este singurul cod-mostră oficial disponibil, deși unii programatori au dezvoltat mostre ale API-ului MEGA în Python și .NET, iar unele aplicații au început să apară, inclusiv funcții precum video online și sincronizarea de fișiere.

## Limitări
Potrivit Mega, site-ul ”funcționează cu toate navigatoarele majore actuale”, dar pot fi unele inconveniențe la folosirea altor navigatoare decât Google Chrome sau Firefox. De exemplu, cu Internet Explorer 10, deoarece are „scurgeri de memorie (eng. memory leak) în blob-uri care ”economisesc” funcționalitatea, utilizatorul trebuie să închidă și să redeschidă fila cu site-ul MEGA la fiecare câteva sute de mega de transfer de fișiere de intrare”. Mega nu este compatibil cu Safari.